# Maarten Ruys
Maarten Anthony (Maarten) Ruys ('s-Gravenhage, 25 oktober 1954) is een Nederlands consultant en voormalig topambtenaar.

## Biografie
Maarten Ruys studeerde economische en sociale geschiedenis aan de Vrije Universiteit Amsterdam. Ruys vervulde functies bij het Algemeen Burgerlijk Pensioenfonds en werkte als zelfstandig adviseur voor hij directievoorzitter bij de Uitvoeringsorganisatie Sociale Zekerheid Overheidspersoneel werd. Vervolgens ging hij werken als ambtenaar bij het Ministerie van Sociale Zaken en Werkgelegenheid, waar hij uiteindelijk als Secretaris-generaal de hoogste ambtelijke positie zou bekleden (2002-2008) en het nieuwe werken introduceerde. Na enkele maanden sabbatical was hij enige tijd interim directeur-generaal van de Belastingdienst, waar hij Jenny Thunnissen moest vervangen, die opstapte rond onvrede over de managementstructuur.
In de loop van 2009 maakte Ruys de overstap naar de gemeentelijke overheid. Eerst adviseerde hij het College van burgemeester en wethouders van Amsterdam over de benodigde bezuinigingen (2009-2011), en in 2011 werd hij benoemd tot gemeentesecretaris van Groningen. Daar moest hij de gemeente helpen bij het verwezenlijken van bezuinigingen en een omslag in de manier van werken. In 2014 verliet hij de gemeente weer, inmiddels benoemd tot interim voorzitter van de Nederlandse Zorgautoriteit, waar juist twee bestuursleden van waren opgestapt vanwege berichten over de bestuurskosten. Hij zou die functie een jaar bekleden, waarna hij toetrad tot de Raad van Toezicht van het Martini Ziekenhuis in Groningen. In 2017 werd hij benoemd tot voorzitter van de 'stuurgroep zorg in de aardbevingsregio'.
In 2016 werd Ruys benoemd tot voorzitter van de commissie die onderzoek moest doen naar eventuele geldverkwisting door de centrale ondernemingsraad van de Nationale politie, waarbij ook de rol van de voormalig korpschef Gerard Bouman en de bewindspersonen Ard van der Steur en Ivo Opstelten werden onderzocht. Dit rapport zou medio 2017 worden gepresenteerd, maar werd uitgesteld vanwege een hartaanval bij Bouman.
Sinds mei 2020 is Maarten Ruys IG van de NVWA.